# Ну, погоди! (выпуск 2)
Ну, погоди! (выпуск 2) — второй мультипликационный фильм из серии «Ну, погоди!».

## Сюжет
В городском парке Волк, сидя на скамейке, поёт под гитару, пока не замечает марширующего Зайца-барабанщика. Заведя его в безлюдное место, хищник пытается его съесть, однако случайно проглотив его воздушный шарик, поднимается в воздух.
На летней эстраде выступает Кот-фокусник, вытаскивая из цилиндра Зайца. Волк-зритель пытается сам проделать этот трюк, однако он достаёт одни только ленты.
На колесе обозрения Волк выслеживает Зайца через подзорную трубу.
Волк продолжает пытаться ловить Зайца, но попадает лишь в комичные ситуации: выпадает из самолёта-аттракциона, разбивает зеркала в комнате смеха, танцует с Зайцем танго на летней эстраде и в итоге его хвост прищемляет крышка рояля.

## Создатели
| Авторы сценария      | Феликс Камов, Александр Курляндский, Аркадий Хайт                                                                |
| Режиссёр             | Вячеслав Котёночкин                                                                                              |
| Художник-постановщик | Светозар Русаков                                                                                                 |
| Композиторы          | Александр Зацепин, Георгий Гаранян                                                                               |
| Оператор             | Елена Петрова |
| Звукооператор        | Георгий Мартынюк                                                                                                 |
| Ассистенты           | Елена Туранова, Лера Рыбчевская, Светлана Кощеева (в титрах — С. Кащеева)                                        |
| Монтажёр             | Татьяна Сазонова                                                                                                 |
| Художники            | Олег Сафронов, Владимир Зарубин, Леонид Каюков, Виктор Арсентьев, Олег Комаров, Ирина Троянова, Сергей Маракасов |
| Роли озвучивали      | Анатолий Папанов — Волк, Клара Румянова — Заяц                                                                   |
| Редактор             | Аркадий Снесарев                                                                                                 |
| Директор картины     | Фёдор Иванов |

## Музыка
Бо́льшая часть музыки к мультфильму была специально написана и сыграна Александром Зацепиным и Георгием Гараняном. Вячеслав Котёночкин, находясь в квартире первого, описывал их работу над записыванием танго так: «Смотрю, Гаранян берётся за саксофон, Зацепин садится за ударные инструменты. Сыграли вдвоём танго, потом прослушали. Так вдвоём они повторили то же самое на других инструментах, накладывая запись на запись. Прослушают и снова играют. У меня на глазах, в крохотной квартире Зацепина, где и повернуться нельзя, два блестящих музыканта у меня на глазах изобразили оркестр. Великолепный джаз-оркестр».
В мультфильме звучат две музыкальные композиции:
- Муслим Магомаев, «ВИО-66», дирижёр Ю. Саульский, струнная группа, дирижёр С. Мелик — «Чёртово колесо» (А. Бабаджанян - Е. Евтушенко);
- Hazy Osterwald-Sextett — «Der treue Husar[нем.]» (Trad. - Arr. Osterwald).

По словам Александра Курляндского: «„Чёртово колесо“ Котёночкин включил в фильм, не заручившись предварительно разрешением певца, поэтому боялся встретиться с ним. И вдруг неожиданно увидел Магомаева в ресторане Дома кино. Муслим попросил подойти к столику. Слава подумал: „Сейчас начнётся…“ Но Магомаев, узнав, что Котёночкин включил его песню в „Ну, погоди!“, выставил… бутылку коньяка». Мелодию «Der treue Husar», привезённую из Западной Германии, Вячеславу Котёночкину предложил соавтор сценария Аркадий Хайт. В итоге она была включена в мультфильм.
Также в мультфильме Волк использует в своей песне цитату из романса «Очи чёрные», а Заяц поёт песню «А нам всё равно» из кинофильма «Бриллиантовая рука».
В эпизоде с титрами звучит неизменная музыкальная композиция «Водные лыжи» Тамаша Деака в исполнении вокального ансамбля «Гармония» и инструментального ансамбля «Деак».

### Комментарии
1. ↑  Имя уточнено по решению Роспатента[1].